# Adolf Brand

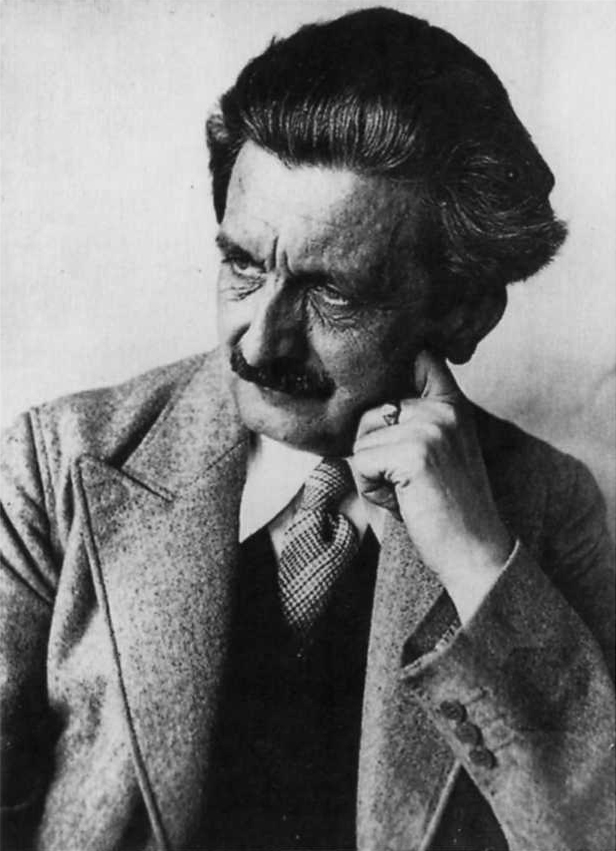
Adolf Brand

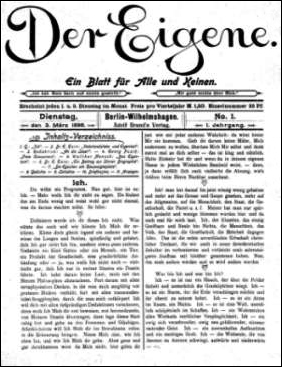
Erste Ausgabe von Der Eigene, der ersten periodisch erschienenen homosexuellen Zeitschrift, publiziert von Adolf Brand im Jahre 1896

Gustav Adolph Franz Brand (* 14. November 1874 in Berlin; † 26. Februar 1945 in Berlin) war ein früher Aktivist der ersten Homosexuellenbewegung und Begründer der weltweit ersten regelmäßig erscheinenden schwulen Zeitschrift Der Eigene (1896–1932).

## Leben
Brand war der Sohn des Büroboten (späteren Glasers) Franz Brand und dessen Ehefrau Auguste geb. Schwarzer: Geboren wurde er in der elterlichen Wohnung in der Gartenstraße 13 in Gesundbrunnen.
Adolf Brand wollte zunächst Lehrer werden, musste jedoch das Lehrerseminar verlassen, als man bei ihm antireligiöse Schriften fand.
Am 12. Dezember 1899 griff Adolf Brand den Reichstagsabgeordneten Ernst Lieber mit einem „leichten Hieb über das Handgelenk“ an, als dieser das Reichstagsgebäude betrat. Dabei rief er ihm zu: „Dem Meineidshelfer der Preußischen Regierung! Die Hundspeitsche Ihnen und dem Reichstag!“. Brand, den die Presse als „geistesgestörte[s] Individium“ und „anarchistische[n] Schriftsteller“ bezeichnete, wurde auf Veranlassung von Hermann von Viebahn verhaftet. Er hatte das Attentat nur verübt, um die Öffentlichkeit auf das Entmündigungsverfahren eines Stabsarztes aufmerksam zu machen. Im Mai 1899 hatte Adolf Brand bereits Flugschriften von der Tribüne des Reichstages in den Saal geworfen. Es kam zu einem Prozess vor der 2. Strafkammer des Landgerichts I, der am 8. Juni 1900 endete. Der Abgeordnete Lieber war persönlich erschienen und gab „eine eingehende Schilderung des Vorfalles“. Der Angeklagte erklärte, „es sei ihm nur darum zu thun gewesen, Dr. Lieber durch Berührung mit der Hundspeitsche symbolisch zu schlagen und ihn thätlich zu beleidigen“. Adolf Brand wurde zu einem Jahr Gefängnis verurteilt.
1899/1900 veröffentlichte Brand in seinem Verlag, in dem auch Der Eigene erschien, Elisar von Kupffers einflussreiche Anthologie der homoerotischen Literatur Lieblingminne und Freundesliebe in der Weltliteratur.
1903 gründete Brand zusammen mit Benedict Friedlaender und Wilhelm Jansen die Gemeinschaft der Eigenen (GdE), deren Ideale die homosexuelle Liebe viriler Männer und die Knabenliebe nach griechischem Vorbild waren, und deren Mitglieder auch der Idee Gustav Wynekens vom pädagogischen Eros nahestanden. Sie lehnten medizinische Theorien über die Homosexualität wie die Theorie der sexuellen Zwischenstufen von Magnus Hirschfeld (s. drittes Geschlecht) entschieden ab. Einzig für die Abschaffung des Paragraphen 175 kämpfte die GdE in den 1920er Jahren gemeinsam mit Hirschfelds wissenschaftlich-humanitärem Komitee, allerdings vergeblich.
Die Flugschrift der GdE wurde herausgegeben vom Kunstverlag Adolf Brand und Linke, Berlin-Charlottenburg, Gervinusstraße 8.
Die Gemeinschaft der Eigenen war auch praktisch aktiv. So gab es Camping- und Trekking-Veranstaltungen, die teils auch nackt praktiziert wurden. In dieser Hinsicht war die GdE Gruppierungen der Jugendbewegung wie dem Wandervogel ähnlich. So gehörte auch einer der Mitbegründer der GdE, Wilhelm Jansen, zu den Hauptfinanziers und führenden Personen der Wandervogel-Bewegung.

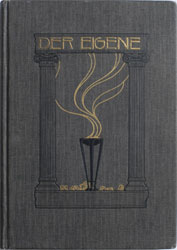
Buchband 1906 Ausgabe von „Der Eigene“

Brand war ein Verfechter des Outing bekannter homosexueller Männer, lange bevor dieser Begriff geprägt wurde. Als er 1907 im Verlauf der Harden-Eulenburg-Affäre behauptete, Reichskanzler Bernhard von Bülow führe eine homosexuelle Beziehung, um ihn zur Abschaffung des Paragraphen 175 zu bewegen, verklagte ihn v. Bülow wegen Verleumdung. Weil Brand keine Beweise vorbringen konnte, wurde er zu einem Jahr und 6 Monaten Gefängnis verurteilt und wegen Fluchtgefahr sofort verhaftet. Das Urteil wurde rechtskräftig, da Brands Anwalt auf Revision verzichtete. Nach elf Monaten Haft gelang Adolf Brand die Flucht, woraufhin er steckbrieflich gesucht wurde.
Brand versuchte auch ein Outing vieler weiterer Persönlichkeiten des öffentlichen und kulturellen Lebens. So machte er den Fall des Dramatikers und Schulleiters Carl Friedrich Müller-Palleske bekannt, der sich in die Schweiz abgesetzt hatte, um einer strafrechtlichen Verfolgung im Königreich Bayern zu entgehen.
Auch diverse andere Haftstrafen musste Brand absitzen, z. B. wegen verschiedener in den Augen der Strafverfolger anstößiger Text- und Bild-Veröffentlichungen. Ein Prozess 1916 vor der Berliner Strafkammer wurde hingegen für ihn entschieden. Brand hatte man durch die Herstellung und Verbreitung „unzüchtige Bilder“ bezichtigt. Der Richter musste jedoch anerkennen, dass auf den inkriminierten Aktpostkarten das „Geschlechtsteil der abgebildeten Personen, namentlich der frei herabhängende männliche Penis, deutlich zu sehen ist“, jedoch „nicht geschlechtliche Lüsternheit“ erregen wollen, sondern „lediglich künstlerischen, wissenschaftlichen und rassenhygienischen und nicht homosexuellen Zwecken dienten“.
Während des Ersten Weltkrieges schraubte Brand seine Aktivitäten in der GdE zurück und diente zwei Jahre lang in der Armee. Er heiratete 1920 die Krankenschwester Elise Behrendt (1877–1945) aus Ostpreußen, die seine homosexuelle Veranlagung akzeptierte.
Ab 1933 gab Brand den homosexuellen Aktivismus auf, nachdem er sich fortwährenden Angriffen durch die Nazis ausgesetzt sah und er durch die Beschlagnahme vieler seiner Bücher und Unterlagen die Zeitschrift Der Eigene nicht weiter veröffentlichen konnte, was für ihn persönlich zudem den finanziellen Ruin bedeutete.
Brand starb 1945 zusammen mit seiner Ehefrau bei einem Luftangriff der Alliierten im gemeinsamen Haus in der Bismarckstraße 7 (heute Grenzbergeweg 8) in Berlin-Wilhelmshagen.

## Sonstiges
Im Spielfilm Der Einstein des Sex wird Brand von Ben Becker verkörpert.